# 洪千家族
洪千家族，始興於1880年代，是戰前時期的香港歐亞混血兒家族，香港望族之一。

## 家族特色
家族中之各種特色：
- 香港歐亞混血兒家族
- 以華人家族自居，家族籍貫跟隨母系的廣東寶安
- 與何東家族有兩段姻親關係：
  - B·吉廷士（William (Billy) Gittins）＝何文姿[1]
  - J·吉廷士（John Gittins）＝何堯姿[1]

## 興起方法
家族中各人之興起歷程：
- 洪千的興起歷程：先任香港殖民地政府傳譯工作[2]

## 家族成員
家族的家族成員：
- Gittins
  - 洪千（Henry Gittins）＝Dorothy Ahlmann[3][4]
    - B·吉廷士（William (Billy) Gittins）＝何文姿
      - 吉懿璧（Elizabeth Gittins）
      - 吉約翰（John Gittins）

    - Daisy Ruth Gittins
    - Mabel Gittins
    - J·吉廷士（John Gittins）＝何堯姿
    - Fincher Gittens
    - Bliss Gittens

## 註腳
1. 1 2  鄭宏泰、黃紹倫. . 香港: 三聯書店(香港)有限公司. 2007年7月.
2. ↑  鄭宏泰、黃紹倫. . 香港: 中華書局(香港)有限公司. 2014年1月.
3. ↑  梁雄姬. . 香港: 三聯書店(香港)有限公司. 2013年3月.
4. ↑  鄭宏泰、黃紹倫. . 香港: 三聯書店(香港)有限公司. 2010年8月.